# Hieronim Kubiak
Hieronim Eugeniusz Kubiak (ur. 30 września 1934 w Rudzie Pabianickiej koło Łodzi, zm. 21 kwietnia 2024 w Krakowie) – polski socjolog, działacz polityczny, w latach 1981–1986 członek Biura Politycznego KC PZPR, profesor zwyczajny Uniwersytetu Jagiellońskiego na Wydziale Filozoficznym Instytutu Socjologii.

## Życiorys
Urodził się w rodzinie robotniczej jako syn Mariana i Genowefy z domu Szmich. Absolwent Wydziału Filologii Rosyjskiej (1956) oraz Socjologii (1964) Uniwersytetu Jagiellońskiego. Od 1961 Pracownik naukowo-dydaktyczny Instytutu Socjologii Uniwersytetu Jagiellońskiego oraz Krakowskiej Akademii im. Andrzeja Frycza Modrzewskiego. Publikował prace z zakresu socjologii narodu i religii, migracji międzynarodowych, socjologii polityki oraz pionierskich badań Polonii w ZSRR. Doktorat obronił w 1968 roku, a tytuł profesora nadzwyczajnego otrzymał w 1978 roku. Dyrektor Polonijnego Ośrodka Naukowo-Dydaktycznego Uniwersytetu Jagiellońskiego (1973–1981), redaktor naczelny „Przeglądu Polonijnego” (od 1976), sekretarz naukowy Komitetu Badań Polonii Polskiej Akademii Nauk (1975–1981).
Od 1953 do 1990 należał do Polskiej Zjednoczonej Partii Robotniczej. Był m.in. członkiem egzekutywy Komitetu Krakowskiego PZPR. W 1955 kierownik Komisji Kultury Rady Uczelnianej, przewodniczący Rady Okręgowej ZSP (1964), a od 1976 członek honorowy Zrzeszenia Studentów Polskich. W latach stanu wojennego (1981–1982) w najwyższych władzach PZPR. Sekretarz KC PZPR (1981–1982), członek Biura Politycznego KC (1981–1986). Od lipca 1981 do listopada 1982 z ramienia kierownictwa KC PZPR odpowiadał za oświatę. W latach 1981–1986 przewodniczący Komisji Kultury KC PZPR, w latach 1981–1983 przewodniczący Komisji KC PZPR powołanej dla wyjaśnienia przyczyn i przebiegu konfliktów społecznych w dziejach Polski Ludowej. Od 1982 był przewodniczącym Rady Naukowej Instytutu Podstawowych Problemów Marksizmu-Leninizmu.  Członek Rady Krajowej PRON w 1983.
Od 1986 przewodniczący Ogólnopolskiego Komitetu Pokoju. Członek Fundacji Kultury Polskiej (od 1987), współzałożyciel Stowarzyszenie Kuźnica w Krakowie (od 1976), członek Polskiej Rady Badań Pokoju (od 1986), przewodniczący (od 1990), członek Fundacji „Semper Polonia” (od 1998).
Jako reprezentant strony rządowo-koalicyjnej był uczestnikiem obrad Okrągłego Stołu w zespole ds. reform politycznych.
Został pochowany na Cmentarzu Rakowickim w Krakowie.

## Odznaczenia i wyróżnienia
- Medal Komisji Edukacji Narodowej (1978)
- Krzyż Komandorski Orderu Odrodzenia Polski (1984)
- Krzyż Komandorski z Gwiazdą Orderu Odrodzenia Polski (2002, za wybitne zasługi dla rozwoju polskiej humanistyki i nauk społecznych, za działalność w Stowarzyszeniu „Kuźnica”)
- Tytuł "Honorowy członek Zrzeszenia Studentów Polskich" (1966)[10]
- Medal jubileuszowy „Czterdziestolecia zwycięstwa w Wielkiej Wojnie Ojczyźnianej 1941–1945” (ZSRR, 1985)[11]
- Jubileuszowy Medal 100 Rocznicy Urodzin Georgi Dymitrowa (Bułgarska Republika Ludowa, 1983)[12]

## Publikacje

### Publikacje własne
- Polski Narodowy Kościół Katolicki w Stanach Zjednoczonych Ameryki w latach 1897–1965. Jego społeczne uwarunkowania i społeczne funkcje, (doktorat 1968, UJ; Wrocław, 1970 r.)
- Religijność a środowisko społeczne: studium zmian religijności pod wpływem ruchów migracyjnych ze wsi do miasta. (habilitacja 1972, UJ; Zakład Narodowy imienia Ossolińskich, Wydawnictwo Polskiej Akademii Nauk, 1972) – Podstawę empiryczną analizy porównawczej stanowią badania zrealizowane w końcu lat sześćdziesiątych XX wieku w wybranych wsiach podhalańskich oraz wśród pracowników Nowej Huty.
- „Gazeta Krakowska” w opiniach swych czytelników (Kraków: Uniwersytet Jagielloński. Instytut Socjologii, 1973)
- Oczekiwania i dążenia mieszkańców regionu krakowskiego w świetle listów do „Gazety Krakowskiej”: analiza socjologiczna (Kraków, 1974, Instytut Socjologii UJ. Na zlec. i przy współpr. z Krakowskim Wydawnictwem Prasowym RSW „Prasa, Książka, Ruch”.)
- Spotkanie uczonych polskiego pochodzenia: przemówienia, referaty, dyskusje – Kraków, 1974, Uniwersytet Jagielloński, Polonijny Ośrodek Naukowo-Dydaktyczny. Towarzystwo Łączności z Polonią Zagraniczną „Polonia”
- Rodowód narodu amerykańskiego (Wydawnictwo Literackie, Kraków 1975) – Opis i wyjaśnienie procesu powstawania narodu amerykańskiego w latach 1776–1976.
- The Polish National Catholic Church in the United States of America from 1897–1980 (Wydawnictwo Naukowe PWN, 1982) – Analiza procesu powstawania Polskiego Narodowego Kościoła katolickiego, jak i jego późniejsze zmiany pod wpływem amerykańskiego procesu narodotwórczego oraz ewolucji systemu wyznaniowego USA.
- Zanikające pokrewieństwo (1987)
- Poszukiwania (Warszawa: Książka i Wiedza 1987)
- Polonia amerykańska. Przeszłość i współczesność (Zakład Narodowy imienia Ossolińskich, Wydawnictwo Naukowe PAN, 1988) – Wynik interdyscyplinarnych polsko-amerykańskich badań nad emigracją polską do USA oraz procesem stopniowego włączania się polskiej grupy etnicznej do struktury narodu amerykańskiego. W zespole, zorganizowanym i kierowanym przez Hieronima Kubiaka, Eugeniusza Kusielewicza i Tadeusza Gromadę, uczestniczyło w sumie 31 badaczy (historyków, socjologów, politologów, statystyków, literaturoznawców i językoznawców).
- III Rzeczpospolita wobec potrzeb oświatowych polskich mniejszości narodowych i środowisk polonijnych (Stud. Śl. T. 57 1998)
- Between Animosity and Utility. Political Partries and Their Matrix (Wydawnictwo Naukowe Scholar: Warszawa 2000) – Studia stanowią próbę syntezy stanu badań nad kształtowaniem się polskiego systemu partyjnego w pierwszym dziesięcioleciu polskich transformacji ustrojowych, gospodarczych i społecznych (1989–1999).
- U progu ery postwestfalskiej. Szkice z teorii narodu (Universitas, 2007)

### Publikacje we współautorstwie
- Założenia teorii asymilacji (Kubiak Hieronim, Paluch Andrzej, Polska AN, „Ossolineum”, 1980)
- Mniejszości polskie i Polonia w ZSRR (H. Kubiak, T. Paleczny, J. Rokicki, M. Wawrykiewicz, Ossolineum, Wydawnictwo PAN, 1992)